# 哈希姆·阿哈加里
哈希姆·阿哈加里（波斯語：‎），伊朗历史学者，伊斯兰共和国政府的批评者。他曾在两伊战争中服役，双腿因而落下残疾。2002年6月，阿哈加里在哈马丹演讲时批评一些当时的伊朗伊斯兰惯例违背了伊斯兰教的意识形态，並呼籲伊朗人不要盲目跟從宗教領袖，被伊朗政府以叛教罪及褻瀆罪起訴，2002年11月被判處死刑。后来在国内强大的声援抗议活动的压力下，最高領袖阿里·哈梅內伊介入要求重審，最高法院在2003年2月撤回死刑判决，發還地方法院重審。經過地方法院再次判處死刑又被最高法院撤回後，最後转为五年有期徒刑，可扣除已被囚禁的兩年，另外刑滿後剥夺社会权利五年，2004年7月獲得保釋。2003年获Jan Karski道德勇气奖。